# Amarant
Amarant (šćir, šćirenica, štir, sneljek, lat. Amaranthus) kosmopolitski je rod jednogodišnjeg bilja ili kratkovečnih višegodišnjih biljki iz porodice štirovki. Neke vrste amaranta se kultiviraju kao lisnato povrće, pseudožitarice, i dekorativno rastinje. Većina Amaranthus vrsta su letnji godišnji korovi i obično se nazivaju štir. Resastа cvast gusto pakovanog cveća raste tokom leta ili jeseni. Približno 60 vrsta je registrovano, kod kojih su cvasti i lišće u opsegu od ljubičastih, preko crvenih i zelenih do zlatno obojenih. Članovi ovog roda dele mnoge karakteristike i upotrebe sa članovima blisko srodnog roda Celosia.
Naziv „Amaranth” je izveden iz grčke reči ἀμάραντος (amárantos), sa značenjem „ne venem”, i grčke reči za „cvet”, ἄνθος (ánthos), kombinovane tokom razvoja reči kao amaranth. Amarant je jedna arhaična varijanta. Amarant je poreklom iz Amerike, gde je igrao značajnu ulogu u prehrani nekih američkih plemena, a glavna mu je namena bila da se melje u brašno. On se može kuvati poput drugih žitarica.

## Taksonomija
pokazuje široku spektar morfološke raznolikosti između vrsta i čak unutar pojedinih vrsta. Mada je familija (Amaranthaceae) prepoznatljiva, ovaj rod ima mali broj prepoznatljivih karakteristika među vrstama. To komplikuje taksonomiju i Amaranthus se generalno smatra među sistematičarima za „težak” rod.
Svojevremeno je Sauer (1955) klasifikova ovaj rod u dva podroda, diferencirajući samo između jednodomni i dvodomnih vrsta: Acnida (L.) Aelen K.R. Robertson i Amaranthus. Although this classification was widely accepted, further infrageneric classification was (and still is) needed to differentiate this widely diverse group.
U današnje vreme, Amaranthus sadrži tri priznata podroda i preko 70 vrsta, mada je broj vrsta upitan usled hibridizacije i koncepta vrste. Infrarodna klasifikacija se usredsređuje na cvast, cvetne karakteristike i polnu morfologiju (monodomne vs. dvodomne vrste), kao u klasifikaciji koju je predložio Sauer (1955). Jednu modifikovanu infrarodnu klasifikaciju Amaranthus su objavili Mosjakin & Robertson (1996), i ona obuhvata tri podroda: Acnida, Amaranthus, i Albersia. Taksonomija je dalje diferencirana po sekcijama unutar svakog podroda.

## Ishrana
Jedna šolja (2.4 dl, 245 g) kuvanog amarantnog zrna (od oko 65 g sirovog zrna) pruža 251 kalorija i predstavlja odličan izvor (20% ili više dnevne vrednosti, DV) proteina, prehrambenih vlakana, i pojedinih prehrambenih minerala. Amarant je posebno bogat manganom (105% DV), magnezijumom (40% DV), gvožđem (29% DV), i selenom (20% DV). Kuvano lišće amaranta je bogat izvor vitamina A, vitamina C, kalcijuma, mangana, i folata. Amarant ne sadrži gluten.
Amarant sadrži fitohemikalije koje mogu da budu antinutrijentski faktori, kao što su polifenoli, saponini, tanini, i oksalati koji su redukovani sadržajem i učinkom kuvanja.

## Vrste
Vrste ovog roda su:
1. , beli štir
2. , zapadnoamerički štir
3. , olovnosivi štir
4. , repati štir
5. , svinuti štir
6. , uskolisni štir
7. , križani štir, strator, trator
8. , oštrodlaki štir
9. , šćir veli

## Literatura
- Howard, Brian Clark. "Amaranth: Another Ancient Wonder Food, But Who Will Eat It?". National Geographic Online, August 12, 2013.
- Fanton M., Fanton J. Amaranth The Seed Savers' Handbook. (1993)

## Spoljašnje veze
- -author= -